# Sandro Rosell
Sandro Rosell, född 6 mars 1964, är en spansk fotbollsledare. Rosell är sedan 2010 president för fotbollsklubben FC Barcelona där han efterträdde Joan Laporta som suttit som president i 7 år. Rosell var tidigare vice president i samma klubb.